# ТЕС Майменсінгх
24°45′43″ пн. ш. 90°25′8″ сх. д. / 24.76194° пн. ш. 90.41889° сх. д.
ТЕС Майменсінгх – теплова електростанція на півночі Бангладеш, яка належить компанії by Rural Power Company Limited.
У 1999 та 2000 роках на майданчику станції стали до ладу по дві газові турбіни потужністю по 35 МВт. Кілька років вони працювали у відкритому циклі, а в 2007-му були доповнені котлами-утилізаторами, від яких живиться одна парова турбіна з показником 70 МВт. Таким чином був створений енергоблок, який працює за енергоефективною технологією комбінованого парогазового цикла.
Як паливо використовують природний газ, котрий надходить по відгалуженню від газотранспортного коридора Ашугандж – Бхерамара.
Видача продукції відбувається по ЛЕП, розрахованій на роботу під напругою 132 кВ.